# Whole Wheat Radio
Whole Wheat Radio là một đài phát thanh cộng đồng trực tuyến phi lợi nhuận, hướng đến người nghe có trụ sở tại Talkeetna, Alaska. Nó tập trung vào mảng âm nhạc độc lập và được phát sóng 24 giờ một ngày.
Đài đi tiên phong khi đạt được một số thành công webcast về mặt xã hội và kỹ thuật, bao gồm việc sử dụng phần mềm wiki để hợp tác lập danh mục âm nhạc, các buổi hòa nhạc tương tác tại gia giúp người nghe có thể nhận xét và mách nước cho các nghệ sĩ, DJs điện tử (gán cho cái tên "EJs"), bản ghi âm của người nghe, và các chương trình ghi lại là một trong những podcast có sẵn đầu tiên.
Sau tám năm phát sóng không bị gián đoạn, đài chính thức đóng cửa vào ngày 20 tháng 10 năm 2010.

## Lịch sử
Whole Wheat Radio khởi đầu với tên gọi "Radio Free Talkeetna" vào tháng 8 năm 2002. Nhà phát triển phần mềm James (Jim) Kloss đã bắt đầu webcast tương tác trực tiếp ngay sau khi Internet DSL vừa đặt chân đến ngôi làng nhỏ Talkeetna, Alaska. Jim vốn nổi tiếng trên mạng vì sự phát triển của chương trình truyền tập tin nochange BBS và XChange. Trang web đổi tên thành Whole Wheat Radio vào tháng 12 năm 2002.
Trang web lần đầu tiên được phát sóng từ một cabin kích cỡ 12x12 foot hiện có do đối tác của Jim là Esther Golton xây dựng. Tháng 7 năm 2004, một công trình mang tính lâu bền hơn có tên The Wheat Hole được xây dựng có sức chứa tới 50 thính giả trong nhà. Năm 2008, địa điểm được chuyển đến một "căn nhà nhỏ bằng gỗ đã qua cải tạo" gọi là The Wheat Palace nhằm làm tăng thêm nhiều khách hàng quen, và tổ chức các hoạt động khác.

## Âm nhạc và Lập trình

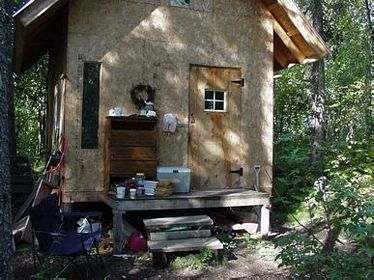
Cabin Whole Wheat Radio 12x12 nguyên bản

Whole Wheat Radio chuyên phát nhạc độc lập, ban đầu do chi phí bản quyền thương mại. Trang web đã phát triển thành một phương tiện giúp quảng bá giới nghệ sĩ độc lập, được đối tác của Jim và nhạc sĩ Esther Golton trợ giúp. Giới nghệ sĩ đã cho phép và gửi đĩa CD để nhạc của họ được phát sóng trên đài này.
Số lượng thể loại nhạc đều không bị hạn chế, nhưng ưu tiên dòng nhạc acoustic và nhạc dân gian.
Trang web đã tổ chức nhiều buổi hòa nhạc tại gia được phát trực tiếp, gồm có Marian Call, Rod Picott, Jeffrey Foucault, Amanda Shires, và Danny Schmidt. Tiền thu được từ các buổi hòa nhạc được trao cho những người biểu diễn, thường vượt quá thu nhập mà giới nghệ sĩ thu được từ các sự kiện truyền thông theo kiểu truyền thống.
Phương tiện truyền phát trực tiếp cũng bao gồm các khía cạnh của buổi trò chuyện qua đài (talk radio), từ những bài diễn văn huênh hoang rỗng tuếch đến các chương trình tin tức buổi sáng chính thức. Sau khi phát sóng, chúng đều được ghi lại và có sẵn dưới dạng podcast.

## Công nghệ và Cộng đồng

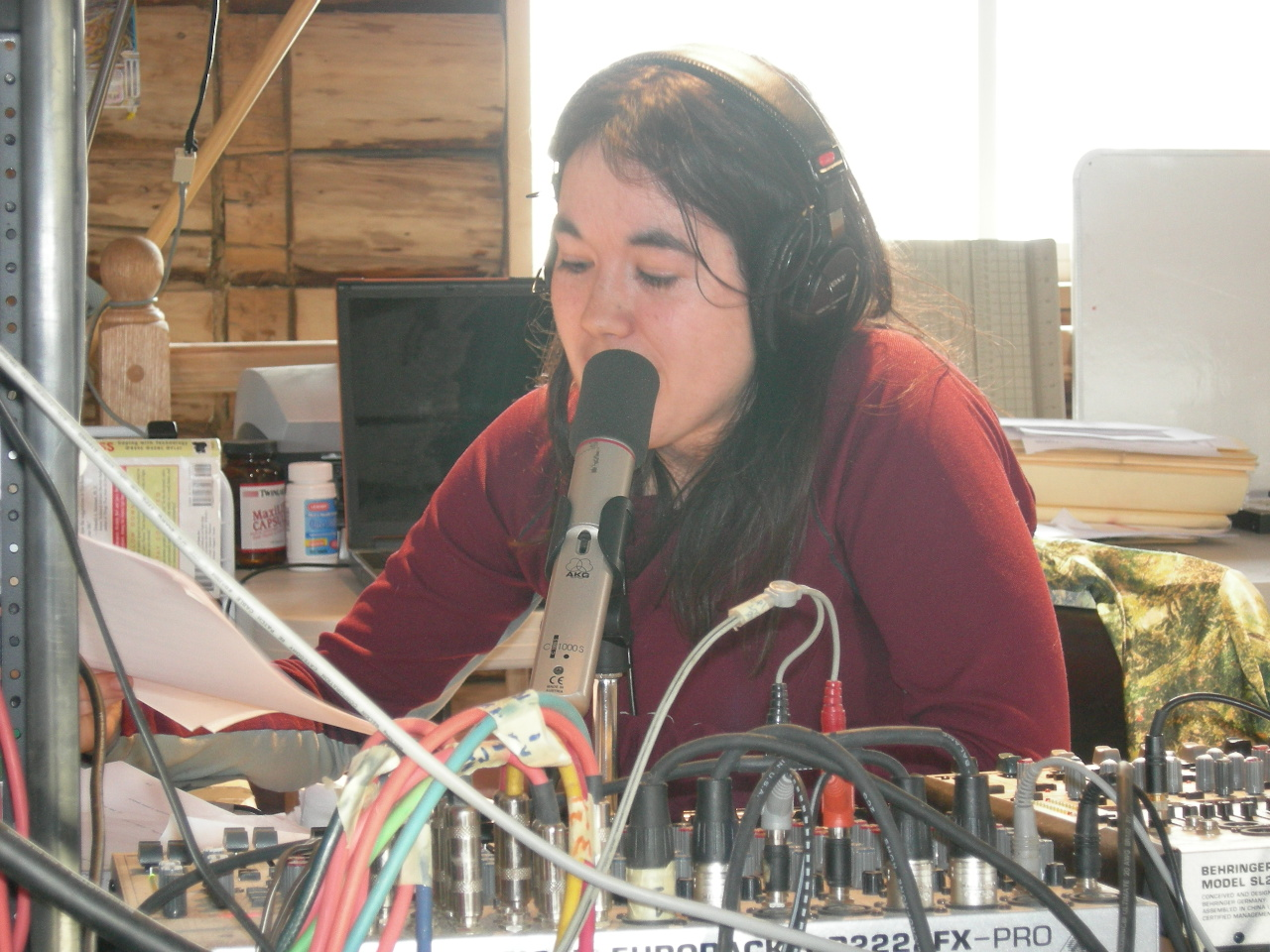
Một tình nguyện viên đọc trực tuyến tại Whole Wheat Radio

Whole Wheat Radio phát trực tuyến âm thanh mp3PRO 56kbit/s bằng SHOUTcast, có thể được truy cập từ bất kỳ trình phát âm thanh phát trực tuyến phù hợp nào tương thích với định dạng này. Khách hàng không có hỗ trợ mp3PRO đã quay trở lại truyền phát trực tiếp MP3 128kbit/s.
Một bản cài đặt tùy chỉnh của MediaWiki chạy cơ sở dữ liệu nhạc mà người dùng có thể dễ dàng chỉnh sửa, cùng một phần mềm vận hành Wikipedia, Wiktionary và các dự án Wikimedia Foundation khác. Người nghe (gọi một cách trìu mến là Wheatheads) được khuyến khích gắn thêm tag, lời bài hát, nghệ thuật, xếp hạng và các thông tin khác vào những trang bài hát, album và nghệ sĩ. Bài hát hiện đang phát được hiển thị trên trang chủ và trang tán gẫu, với các liên kết đến các tài nguyên này để biết thêm thông tin.
Trang web chấp nhận những bài hay gửi cho các biểu trưng và được luân phiên thường xuyên.
Wheatheads có thể gọi bằng bản ghi âm được phát tự động trên trình phát trực tiếp, hoặc để lại nhận xét trong hệ thống trò chuyện để EJ đọc trực tuyến. Textgame hay trò chơi văn bản (và sau này, phần thưởng cho việc cộng tác qua các bài viết) sẽ cho phép Wheatheads tích lũy "wheatberries", một dạng game hóa web ban đầu.
Các nguồn cấp dữ liệu podcast riêng biệt có sẵn cho mỗi chương trình ngay sau khi chúng được phát sóng trực tiếp, chẳng hạn như "Rant-N-Ravin' Muffin News". và các buổi hòa nhạc tại gia.

## Đón nhận
Năm 2005, Whole Wheat Radio được đem ra thảo luận trong một tập của podcast The Dawn and Drew Show, và trong một cuộc phỏng vấn với Derek và Swoopy từ podcast Skepticality của tạp chí Skeptic.
Nhà báo Doc Searls đã nhận xét vào năm 2004 rằng "đây là một đài phát thanh xuất sắc. Nếu bạn bỏ lỡ Webcast trực tiếp của KPIG, Whole Wheat Radio sẽ giúp bạn giảm bớt cảm xúc. Bạn có thể nghĩ WWR là một chương trình phát thanh dễ gần hoặc quyến rũ (hay cả hai). Tôi nghĩ họ là anh hùng. Điều gì họ làm là tuyệt vời nhất của tất cả những gì mà đài phát thanh làm được".
Trong một bài báo viết cho PC World, Derek Sivers của CDBaby bình luận rằng "đài phát thanh trực tuyến là cách tốt nhất để tìm kiếm nhạc mới và [tôi khuyên] Whole Wheat Radio mang hương vị độc lập".

## Kết cuộc
Năm 2010, Jim nhấn mạnh hơn vào sứ mệnh của trang web là trợ giúp giới nghệ sĩ độc lập về các khía cạnh trò chuyện của trang web. Điều này tạo ra mối ác cảm, lên đến đỉnh điểm là hình thành nên một nhóm Facebook riêng biệt, không được thừa nhận. Jim đã đóng cửa trang web ngay sau đó, tuyên bố rằng anh không còn yêu thích công việc này nữa.
The Wheat Palace vẫn tiếp tục tổ chức các bữa tiệc tùng riêng, hội họp, lớp học và những buổi biểu diễn nghệ thuật cho đến tận năm 2011.